# Cynoponticus savanna
Cynoponticus savanna is een straalvinnige vissensoort uit de familie van snoekalen (Muraenesocidae). De wetenschappelijke naam van de soort is voor het eerst geldig gepubliceerd in 1831 door Bancroft.